# Xét nghiệm Wassermann
Xét nghiệm Wassermann hoặc phản ứng Wassermann (WR)  là xét nghiệm kháng thể đối với bệnh giang mai, được đặt theo tên của nhà vi khuẩn học August Paul von Wassermann, dựa trên sự cố định bổ sung. Đó là xét nghiệm máu đầu tiên đối với bệnh giang mai và lần đầu tiên trong danh mục xét nghiệm không nhiễm trùng (NTT). Các NTT mới hơn, chẳng hạn như các bài kiểm tra RPR và VDRL, hầu hết đã thay thế nó.

## Phương pháp
Một mẫu máu hoặc dịch não tủy được lấy và đưa vào kháng nguyên - cardiolipin chiết xuất từ cơ bắp hoặc tim bò. Các kháng thể không đặc hiệu của giang mai (reagin, xem RPR) phản ứng với lipid - phản ứng Wassermann của kháng thể kháng phospholipid (APAs). Cường độ của phản ứng (được phân loại 1, 2, 3 hoặc 4) cho biết mức độ nghiêm trọng của tình trạng.

## Tính không chắc chắn

Quản lý xét nghiệm Wassermann tại một phòng khám dành cho công nhân nông trại di cư Florida năm 1941.

Xét nghiệm Wassermann không hiệu quả trong việc xác định bệnh giang mai nguyên phát vì reagin đủ chưa được tạo ra từ sự phá hủy mô ở giai đoạn này. Do đó, các phương pháp hiệu quả hơn đã là một chủ đề nghiên cứu phổ biến.